# Dálnice A4 (Chorvatsko)
Dálnice A4 v Chorvatsku spojuje hlavní město Záhřeb s jihozápadním Maďarskem. Známá je též jako Varaždinská dálnice (chorvatsky Varadžinska autocesta) podle města, ke kterému ze Záhřebu směřuje.

## Trasa dálnice
Stavba dlouhá 96,8 km se odpojuje od dálnice A3 na východ od hlavního města Chorvatska Záhřebu, poté vede na sever, prochází Záhřebskou župou, Mezimuřskou župou a Varaždinskou župou a končí u opčiny Goričan, kde se napojuje na maďarskou síť (Dálnice M7). Dálnici tvoří také dva cca 400 m dlouhé viadukty.
Kontrakt pro stavbu dálnice byl schválen v druhé polovině 90. let 20. století. Stavební práce postupovaly relativně rychle. Pro motoristy byla otevřena téměř v celé své délce v roce 2003, poslední 1,6 km dlouhý úsek u obce Letenye u maďarské hranice byl dokončen v roce 2008.

## Výjezdy
- Exit 1 Goričan
- Exit 2 Čakovec
- Exit 3 Ludbreg, Koprivnica
- Exit 4 Varaždín
- Exit 5 Varaždinske Toplice
- Exit 6 Novi Marof
- Exit 7 Breznički Hum
- Exit 8 Komin
- Exit 9 Sveta Helena, Vrbovec
- Exit 10 Popovec
- Exit 11 Kraljevečki Novaki
- Exit 12 Ivanja Reka, Dálnice A3